# Ambilini

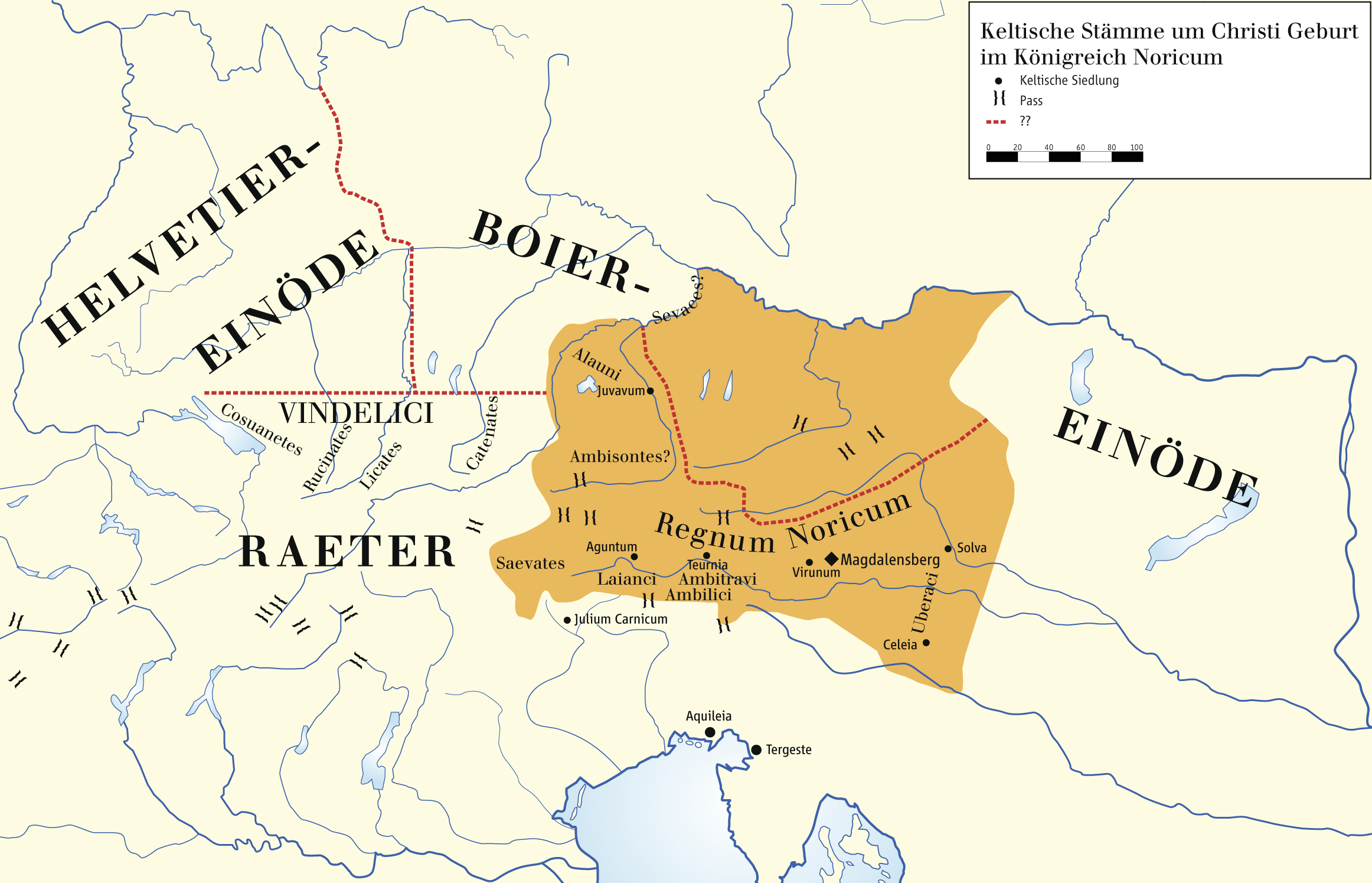
Keltische Stämme in Noricum um Christi Geburt

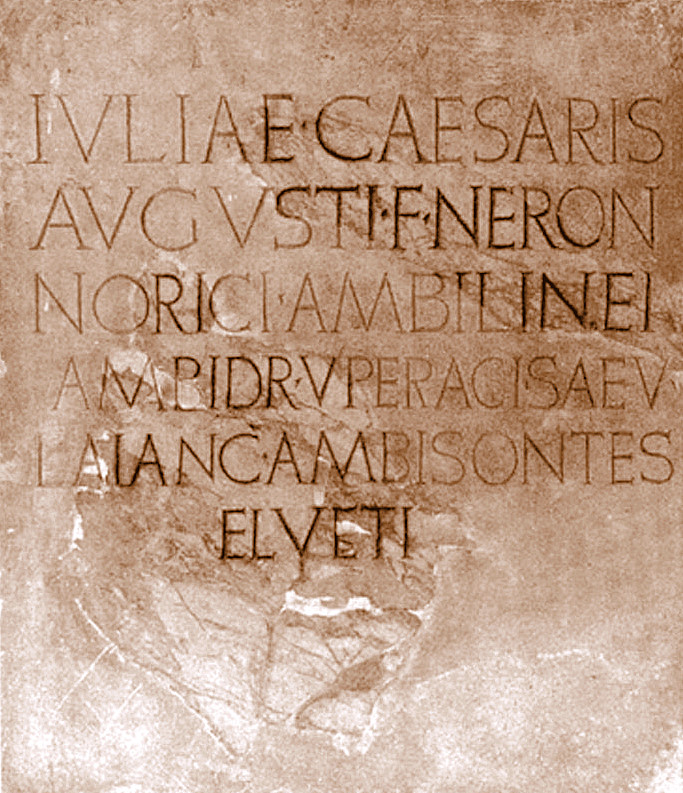
Ehrentafel am Magdalensberg, nach den NORICI sind an zweiter Stelle die AMBILINI genannt

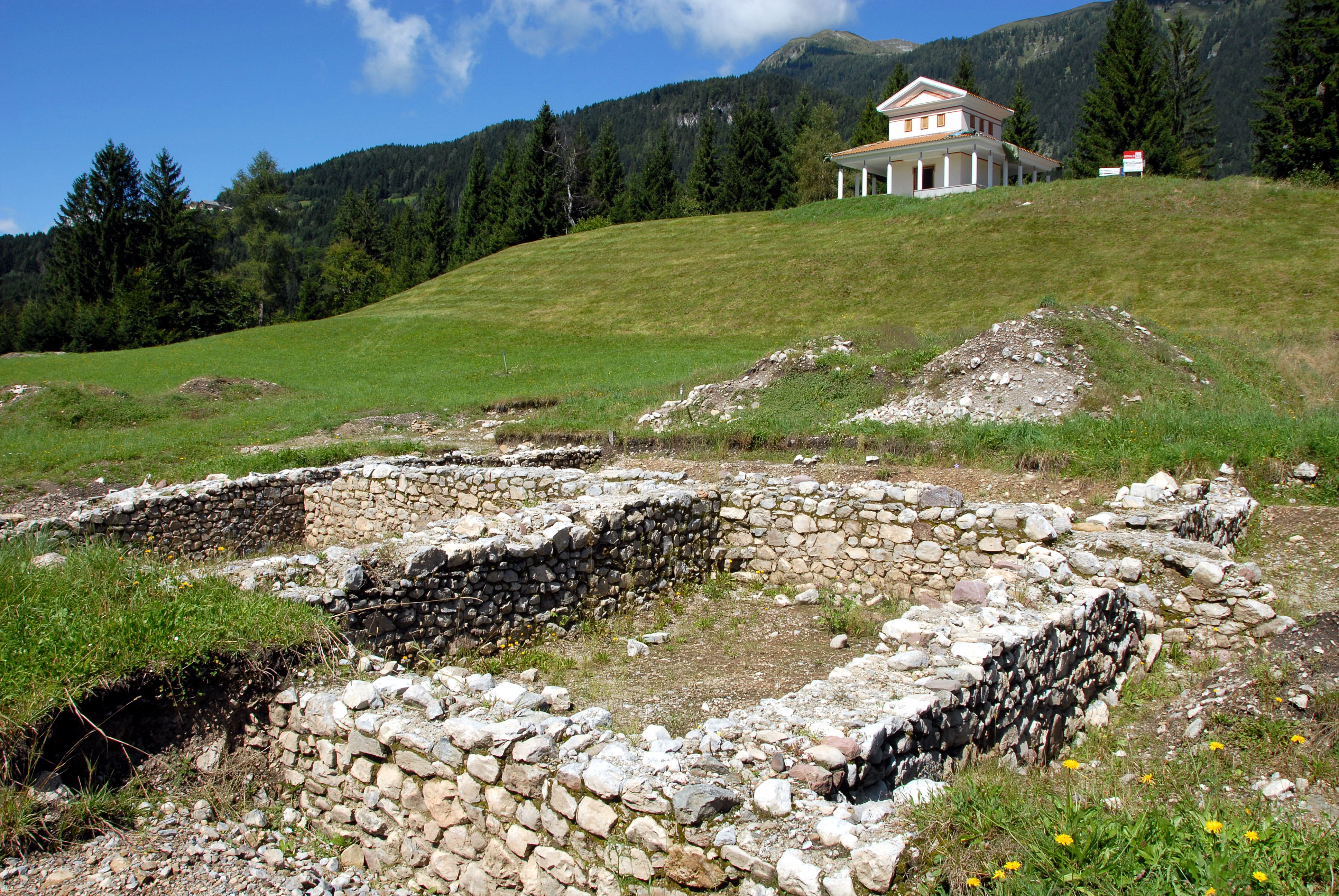
Die Gurina bei Dellach im Gailtal war vermutlich der Hauptort der Ambilici

Die Ambilici oder Ambilini (lat.), die Umwohner der Gail, die Gailtaler, waren ein ursprünglich keltischer oder stark keltisierter alteuropäischer Volksstamm im Königreich Noricum (Regnum Noricum) bzw. der späteren gleichnamigen römischen Provinz. Das Stammesgebiet umfasste vermutlich das gesamte Gailtal inklusive des Oberlaufs, des Lesachtals, ein von Westen nach Osten verlaufendes Tal in den Bezirken Hermagor und Villach-Land in Kärnten / Österreich. Der aus Ambi und Lici bzw. Lini etwas konstruiert wirkende Stammesname kann als politische Integrationsmaßnahme für die alteingesessenen Bevölkerung und die ab dem 3. Jahrhundert v. Chr. neu eingewanderten keltischen Taurisker im entstehenden Regnum Noricum gesehen werden. In der Spätantike wird der Fluss lateinisch als Licas / Licus / Lica bezeichnet. Auch der Fluss Lech, der durch Tirol und Südbayern fließt, wurde so genannt. Licus ist etymologisch mit Gail sinngleich und beruht auf der indogermanischen Wurzel (v)leiqu- für „nass, flüssig sein“. Durch den Namen ist das Stammesgebiet viel leichter an eine bestimmte Landschaft zu binden als bei den Helvetii oder Uperaci.
Die Ambilici werden vom 2. Jahrhundert v. Chr. bis zum 1. Jahrhundert n. Chr. in römischen Quellen erwähnt. Sie gehören zu den ersten namentlich fassbaren Volksstämmen in Kärnten. Von dieser Ethnie existieren bis dato keine eigenen schriftlichen Aufzeichnungen. Der Stammesname sowie jene anderer keltischer Stämme in Noricum sind aus der im Jahre 150 erstellten Weltkarte Geographike Hyphegesis des Claudius Ptolemäus bekannt. Auf drei Ehreninschriften für Angehörige des Römischen Kaiserhauses, die am Magdalensberg gefunden wurden, sind acht einheimische keltische Stämme als Stifter genannt, wobei die AMBILINI auch AMBILIKOI nach den NORICI und vor den AMBIDR(avi) jeweils an zweiter Stelle stehen. Das kann als Hinweis auf die hohe Bedeutung des Stammes interpretiert werden, der neben dem Gailtal wohl auch das Kanaltal kontrollierte, und so wichtige Transportwege der Bergbauprodukte aus Noricum nach Italien kontrollierte.
Der Name, die „beiderseits der Gail Wohnenden“ weist eindeutig auf ihren Lebensraum hin. Die westlichen Nachbarstämme im Südtiroler Pustertal bzw. Osttiroler Drautal waren die Saevaten bzw. die Laiancer, die noch im Namen Lienz nachklingen. Die nördlichen Nachbarn waren die Ambidravi, deren Stammesgebiet vermutlich das Obere und Untere Drautal zwischen Oberdrauburg und Villach sowie deren nördlichen Nebentäler umfasste. Im Nordosten siedelten die Norici.
Ein, wenn nicht das wichtigste Herrschaftszentrum der Ambiliker war die Siedlung auf der Gurina (antiker Name bisher unbekannt), einer weitläufigen Terrasse am Fuße der Jauken in der Gemeinde Dellach im Gailtal, die Siedlungsspuren seit der Jungsteinzeit aufweist. Gegenwärtig geht man davon aus, dass die antike Prosperität des Ortes in der geographisch guten Lage an den antiken Fernverbindungen über die Alpen seine Ursache hat und weniger im Bergbau (Blei-, Kupfer- und Galmeierze). Die Gurina-Siedlung liegt am Wege von den Salzbergbauzentren der Nordalpen (Hallein, Hallstatt), die via Plöckenpass nach Oberitalien zu den Venetern und Etruskern führte. Die Zeit der intensivsten Besiedelung der Gurina liegt in den beiden Jahrhunderten um Christi Geburt. Klimahistorisch fällt das kurze Auftreten der Ambilici in eine Wärmephase, das Optimum der Römerzeit. Dieser Anstieg lässt sich u. a. aufgrund einer Pollenanalyse des etwas weiter nördlich liegenden Millstätter Sees zeigen. Ob Santicum (Villach) noch zum Stammesgebiet gehörte, ist unbekannt.
Der geographisch fest gebundene, eine natürliche Landschaft beschreibende, dabei aber konstruiert wirkende Name ist nicht der ursprüngliche Stammesname. In den Ostalpen häufen sich ähnliche Stammesnamen für die erst ab dem 3. Jahrhundert v. Chr. eingewanderten Keltenstämme. Diese Neubildung kann vor dem Hintergrund von Integrationsmaßnahmen für die alteingesessene Bevölkerung und die neu eingewanderten Taurisker im entstehenden Regnum Noricum gesehen werden. Dobesch sieht Ambilici und Ambilini als unterschiedliche Stämme.
Das Fehlen entsprechender archäologischer Funde spricht dafür, dass sich die Ambilici nicht gegen die römische Okkupation aufgelehnt haben und sehr kooperativ waren. Der Edelmetallhandel mit den Römern war attraktiv. Die Geschäftskontakte könnten sich in den beiden letzten Jahrzehnten v. Chr., wohl auch unter militärischem Druck, intensiviert haben, und besonders ab 15 v. Chr. scheinen sich italienische Unternehmer, Händler und Kaufleute stärker in Binnennoricum engagiert zu haben.
Zum kulturellen Prozess der „Romanisierung der Ambilici“ fehlen bisher weitere Funde. Letztlich wurden sie von den Römern assimiliert. Wie lange die Stammesorganisation der Ambilici Bestand hatte, ist nicht bekannt. Die westlichen Nachbarn, die civitas Saevatum et Laiancorum, werden zuletzt in claudischer Zeit erwähnt.